# Velika nagrada Masaryka 1930
Velika nagrada Masaryka 1930 je bila dvanajsta neprvenstvena dirka v sezoni Velikih nagrad 1930. Odvijala se je 28. septembra 1930 na dirkališču Masaryk v Brnu. 

## Rezultati

### Dirka
| Poz | Št | Dirkač                                           | Moštvo                              | Dirkalnik          | Krogi | Čas/Odstop    | Št. m. |
| --- | -- | ------------------------------------------------ | ----------------------------------- | ------------------ | ----- | ------------- | ------ |
| 1   | 30 | Hermann zu Leiningen Heinrich-Joachim von Morgen | German Bugatti Team                 | Bugatti T35B       | 17    | 4:54:13,0     | 11     |
| 2   | 26 | Ernst Burggaller                                 | German Bugatti Team                 | Bugatti T35B       | 17    | +2:56,2       | 9      |
| 3   | 10 | Baconin Borzacchini Tazio Nuvolari               | Scuderia Ferrari                    | Alfa Romeo P2      | 17    | +32:00,3      | 13     |
| 4   | 8  | Jan Kubiček                                      | Privatnik                           | Bugatti T35B       | 17    | +39:18,3      | 2      |
| 5   | 4  | Miloš Bondy                                      | Privatnik                           | Bugatti T35        | 17    | +44:43,7      | 4      |
| Ods | 28 | Heinrich-Joachim von Morgen Hermann zu Leiningen | German Bugatti Team                 | Bugatti T35B       | 15    | Motor         | 10     |
| Ods | 22 | Jiří Tacheci                                     | SA des Automobiles Imperia Exelsior | Impéria Sport      | 15    | Hlajenje      | 7      |
| Ods | 20 | »Hyta«                                           | Privatnik                           | Bugatti T35C       | 14    | Prepočasen    | 1      |
| Ods | 12 | Jindřich Knapp                                   | Walter Team                         | Walter 6           | 12    | Dovod olja    | 6      |
| Ods | 6  | Ottokar Bittmann                                 | Privatnik                           | Bugatti T35C       | 9     | Ogenj         | 3      |
| Ods | 10 | Rudolf Caracciola                                | Daimler-Benz AG                     | Mercedes-Benz SSKL | 7     | Motor         | 5      |
| Ods | 32 | Tazio Nuvolari                                   | Scuderia Ferrari                    | Alfa Romeo P2      | 5     | Puščanje olja | 12     |
| Ods | 36 | Willy Longueville                                | Privatnik                           | Bugatti T35B       | 3     | Trčenje       | 14     |
| Ods | 18 | Josef Veřmiřovský                                | Privatnik                           | Tatra 52           | 3     | Menjalnik     | 8      |